# Casa Farnsworth
La Casa Farnsworth es una vivienda unifamiliar proyectada por Ludwig Mies van der Rohe para la doctora Edith Farnsworth,  Situada en Plano (Illinois, Estados Unidos) y diseñada y construida entre 1946 y 1951, esta obra representa uno de los mejores ejemplos de la arquitectura de vivienda unifamiliar del siglo XX, y en general del estilo racionalista.
La casa, construida en acero y vidrio, es una muestra más del amor de Mies van der Rohe por la sencillez arquitectónica y la perfección en los detalles constructivos.

## Historia
La casa es el resultado de un encargo de la doctora Edith Farnsworth, en 1945, para construir un lugar de retiro de fin de semana. Las obras comenzaron en 1947, finalizándose en su mayor parte en 1951. La relación entre el arquitecto y la cliente desembocó en los tribunales, negándose ella a pagar parte de los costes de la vivienda —estimados originalmente en 58.000$, y que terminaron alcanzando los 73.000$—, bajo acusaciones de mala praxis. Mies ganó el juicio, pero el mobiliario de la casa, diseñado también por Mies, fue finalizado sin su supervisión.
La doctora Farnsworth vivió en esa casa durante 21 años, hasta que fue vendida en 1972 a Peter Palumbo, quien acometió diversas modificaciones para restaurar el aspecto inicial de la casa de 1951.
Actualmente la casa es propiedad de una organización para la preservación de la cultura, que compró la casa a su anterior propietario en el año 2003, por un importe de 6,7 millones de dólares. La vivienda se puede visitar en grupos guiados.
Al igual que sucedió en 1996, una grave inundación en septiembre de 2008 llegó a superar el metro y medio de elevación existente entre el suelo de la parcela y la vivienda, afectando a parte del mobiliario.

## Características
La vivienda se sitúa en una parcela de 24 hectáreas a orillas del río Fox, a unos 90 km al sur de Chicago. La construcción se eleva del terreno formando el terna de espacios que propugnaban varios de los maestros del Movimiento Moderno:
- Plataforma de acceso: espacio abierto, descubierto.
- Porche de la vivienda: espacio abierto, cubierto.
- Vivienda: espacio cerrado, cubierto.

El módulo de la vivienda nace de la baldosa de travertino empleada: de 90x60cm. (3x2 pies redondeando). Resultan así las siguientes dimensiones:
- Plataforma de acceso: 20x11 baldosas, a las que se suma el perfil metálico que confina el forjado (equivalente al UPN español), resultando aproximadamente 18,20x6,80 metros (123,75 m²).
- Plataforma superior (porche y vivienda): 28x14 baldosas, a las que se suma el perfil metálico que confina el forjado, resultando, aproximadamente, 25,40x8,60 metros (218,45 m²).
La cocina y los dos baños se agrupan en una pastilla central con acabados en madera, que aloja las instalaciones y articula la separación entre las distintas zonas de la vivienda, dejando libre circulación en todo el perímetro.
Estructura
La casa tiene toda su estructura resuelta con perfiles de acero. Aun cuando la descripción de estos perfiles varía de una publicación a otra y no se corresponden con los perfiles estandarizados de empleo habitual en España, se podría hacer la siguiente equiparación con un margen de error bastante pequeño:
- Pilares: todos resueltos con HEB-300 (algunas publicaciones hablan de "doble T" y otras incluso de I), separados entre sí 7,20 metros, una medida que corresponde a 8 módulos.
- Forjados:
a) Perímetro se resuelve con perfiles UPN-400
b) Viguetas interiores: perfiles IPE-300
Entre las viguetas se diponen una losas de hormigón prefabricado sobre las que se ejecuta el resto del forjado.
El suelo es de mármol travertino, con calefacción por suelo radiante. Son las baldosas de travertino, de 90x60 (3x2 pies, redondeando) las que actúan como módulo compositivo.
Esta obra constituye uno de los ejemplos pioneros y paradigmáticos del minimalismo: los únicos elementos que destacan en la construcción son los tres planos horizontales que forman la terraza y el suelo y techo de la vivienda, soportados perimetralmente por los pilares, que no llegan a perforar los planos.

## Galería

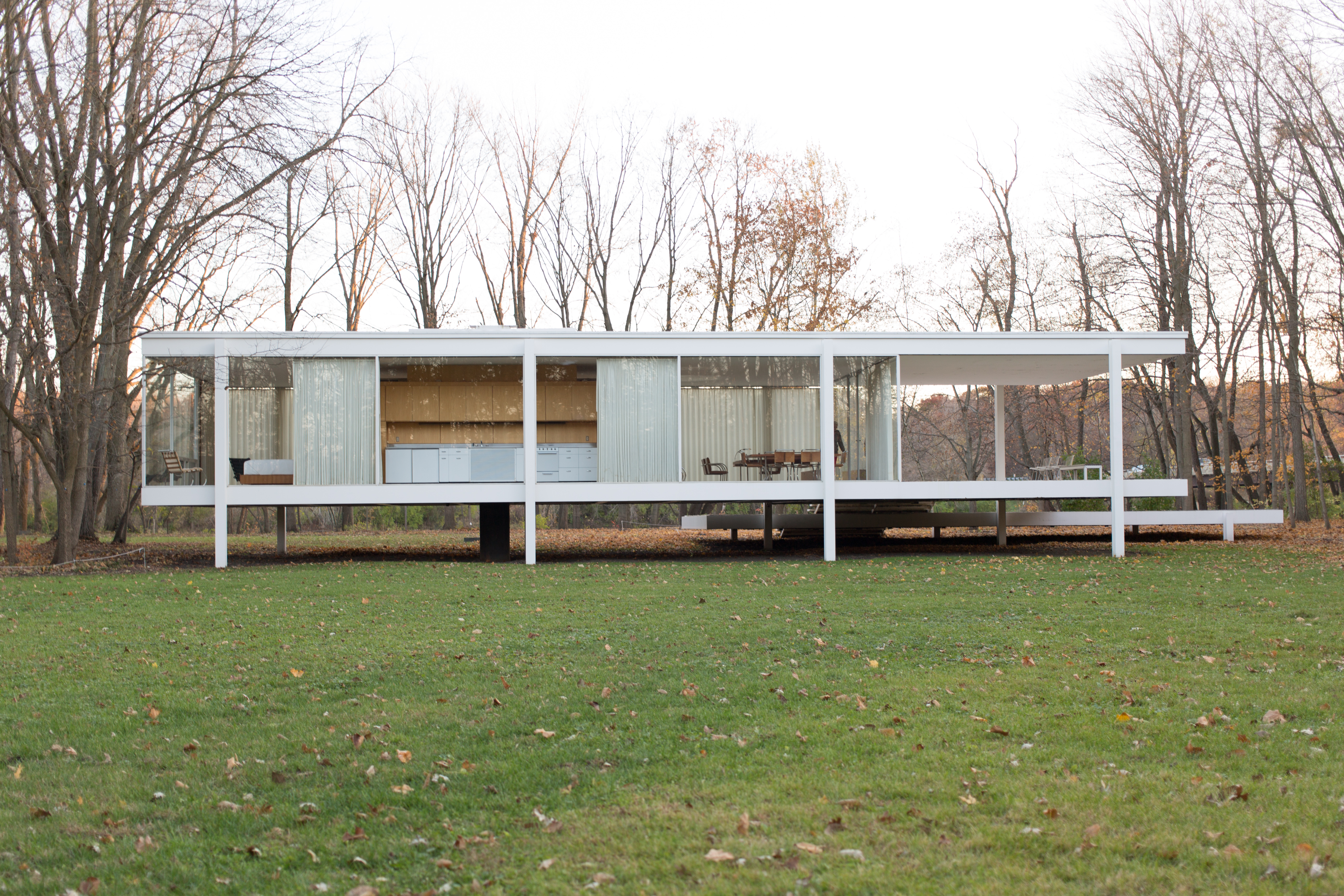
Casa Farnsworth
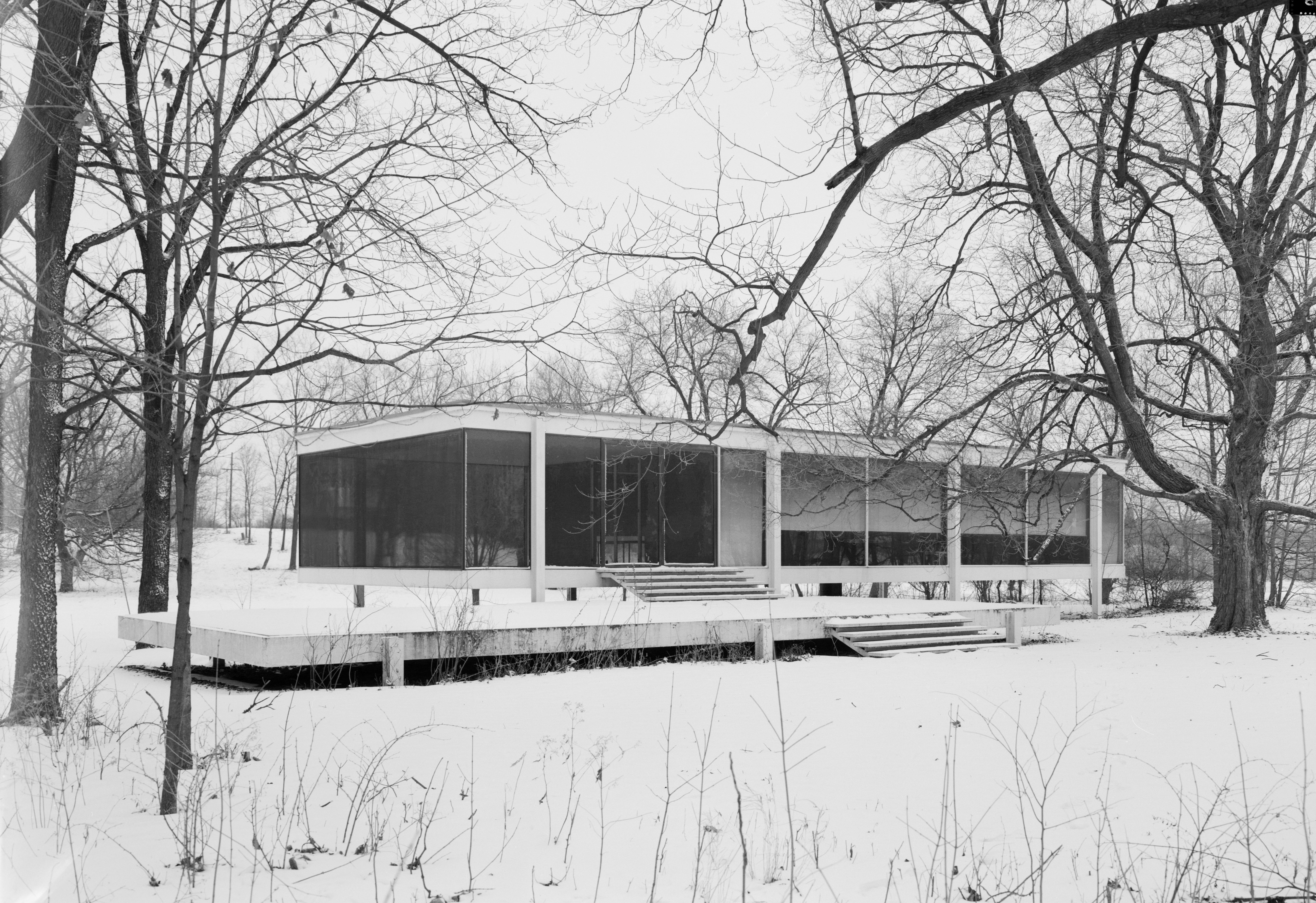
La casa en invierno